# Laurent Spinosi
Laurent Spinosi (* 20. Dezember 1969 in Marseille) ist ein ehemaliger französischer Fußballtorhüter und heutiger Trainerassistent.

## Spielerkarriere
Laurent Spinosi spielte von 1987 bis 1994 beim französischen Amateurverein US Marseille Endoume. Danach wechselte er zum ortsansässigen Spitzenverein Olympique Marseille, der sich zu dieser Zeit jedoch in einer tiefen Krise befand. Im Jahr des Wechsels musste Marseille in die Ligue 2 zwangsabsteigen. Trotz der unmittelbar folgenden Meisterschaft in der zweiten Liga durfte Spinosis Verein wegen seiner finanziellen Probleme nicht aufsteigen. Im Folgejahr dann der zweite Tabellenplatz und die Aufhebung der Aufstiegssperre. Laurent Spinosi gehörte noch bis 1998 zum Erstligakader, konnte sich aber nie gegen die etablierten Stammtorhüter Fabien Barthez, Jérôme Alonzo oder Andreas Köpke durchsetzen. Nach der Verpflichtung von Stéphane Porato und Stéphane Trévisan spielte er bis 2000 dann nur noch in der Reservemannschaft von Marseille und übernahm bereits erste Traineraufgaben im Torwartbereich. In der Saison 2003/04 spielte er nochmals für seinen ehemaligen Verein US Marseille Endoume.

## Trainerkarriere
Bereits Ende der 90er Jahre kümmerte sich Laurent Spinosi um die Nachwuchstorhüter von Olympique Marseille und trainierte unter anderem das Talent Cédric Carrasso. 2004 wurde er dann als offizieller Torwart-Trainer vorgestellt und trainierte seither namhafte Torhüter wie Fabien Barthez oder Steve Mandanda. Kurz vor der Fußball-Weltmeisterschaft wurde der Franzose im Mai 2010 von der Fédération Ivoirienne de Football für die Nationalmannschaft der Elfenbeinküste verpflichtet. Seit 2012 ist er wieder Torwarttrainer in Marseille.